# Hayashi Yoshihide
Hayashi Yoshihide (japanisch 林 義秀; * 25. August 1891 in der Präfektur Wakayama, Japan; † 5. Februar 1978) war ein Generalleutnant der Kaiserlich Japanischen Armee.

## Leben
Der in der Präfektur Wakayama geborene Hayashi schloss 1914 die Kaiserlich Japanische Heeresakademie und 1923 die Kaiserlich Japanische Heereshochschule ab. Zunächst wurde er zur Kwantung-Armee verlegt, wo er unter anderem dem Planungsstab der erfolgreichen Chahar-Operation zu Beginn des Zweiten Japanisch-Chinesischen Krieges angehörte.
1938 wurde er zu den auf Taiwan stationierten Garnisonstruppen verlegt, wo er sich ab 1940 in der Forschungsabteilung der Taiwan-Armee mit der Planung der Japanischen Invasion Südostasiens beschäftigte. Sein Hauptgebiet war dabei die Kriegsführung unter tropischen Bedingungen.
Nach seiner Beförderung zum Generalmajor im Verlaufe des Jahres 1941 war Hayashi bis 1942 stellvertretender Stabschef der 14. Regionalarmee. 1943 wurde er zum Befehlshaber der 54. Division.
Von 1943 bis 1945 war er Befehlshaber der 24. Gemischten Brigade in Burma. 1945 wurde er zum Generalleutnant befördert und erhielt das Kommando über die ebenfalls in Burma kämpfende 53. Division. Nach der Kapitulation Japans wurde er bis Juli 1953 in Manila interniert, wo man die Möglichkeit prüfte, ob er an Kriegsverbrechen beteiligt war.